# Blabia longipennis
Blabia longipennis là một loài bọ cánh cứng trong họ Cerambycidae.